# Demonoid (ウェブサイト)
Demonoidは、2003年に設立されたBitTorrentトラッカーおよびウェブサイトであり、ファイル共有に関連する議論を促進し、トレントファイルの検索可能なインデックスを提供することを目的としていた。サイトはその歴史の中で断続的に長期のダウンタイムを経験しており、その原因は主に政治的圧力によるISPサービスの停止に伴うサーバー移転の必要性であった。
創設者であるDeimosの事故死が2018年8月に報じられた。この出来事を受け、ウェブサイトは2018年9月17日に閉鎖された。2019年7月、Demonoidのスタッフがプロジェクトを復活させるために新たなバージョンのウェブサイトを立ち上げた。

## 機能と方針
Demonoidは、各トレントカテゴリおよびサブカテゴリごとに異なるフィードを備えたRSSを提供していた。ユーザーのアップロード／ダウンロード比率を追跡・表示していたが、初期の数年を除いて、比率の低いユーザー（アップロードよりも多くをダウンロードするメンバー）に対して処置を取ることはなかった。ウェブサイトは以前は比率の低いユーザーをBANしていたが、動的IPアドレスを持つユーザーなど一部のユーザーにとって比率システムが正確でないため、その実施を中止した。
Demonoidはポルノやマルウェアを含むトレントへのリンクを禁止している。フォーラムに加えて、P2Pネットワーク上の#demonoidというIRCチャンネルも備えており、ユーザー間の議論を支援していた。

## 歴史
Demonoidは2003年4月21日に、「Deimos」として知られるメキシコのインターネットユーザーによって設立された。当初は完全なプライベートトラッカーとして運営され、不定期に登録を開放していた。2000年代半ば以降、Demonoidはパイレート・ベイと並び世界最大級のトラッカーの一つに成長した。これにより著作権所有者からの法的脅威が増加した。
2008年4月10日、DeimosはDemonoidの管理者を辞任し、その理由として複数の要因と「現実世界の問題への気を取られること」を挙げた。また、彼は「親しい友人」であり、サイトを管理する知識と時間を持つ者に運営権を譲ったと述べた。その数日後、RSSフィードが再開し、2008年4月16日にはDemonoidの全ユーザーに向けて、サイトが「ついに再開された」ことを知らせる大量メールが送信された。
公式発表は以下の通りである。

数か月前、サイト管理者（Deimos）は、このウェブサイトを維持するための時間を確保できなくなった。個人的な理由により、Deimosはサイトスタッフの一員としての地位を辞することを決断した。退任前に、Deimosは友人の中から新たなサイト管理者を選出した。旧モデレーターチームは変更されず、引き続きサイトの支援を行う予定である。Demonoidチームは、これまで通りすべてを正常に運営し続けるよう努める。トラッカーおよびウェブサイトは正常に稼働し、問題が発生した場合には可能な限り迅速に対処する。今後数日間で問題に取り組むことがあれば、サイトが一時的にオンライン／オフラインを繰り返す可能性がある。その際にはあらかじめ謝罪する。おかえりなさい、そして楽しんでほしい。
—Umlauf, Demonoid site admin
2012年8月、Deimosはメキシコで刑事捜査を受けた。そして2013年2月に釈放された。
2010年代に入ってから利用者数は減少したが、2018年初頭には過去の活発なコミュニティを再建するためにDeimosが取り組んでいたと報じられている。しかし、2018年8月にDeimosが事故で死去したことにより、Demonoidは2018年9月17日に閉鎖された。2019年7月、元のコミュニティのスタッフがサイトを再開した。

## 法的問題
2007年の調査において、Slyck.comはDemonoidのユーザーに対して送付された12通の排除措置書簡を発見した。2007年9月25日、Demonoidのウェブサイト、フォーラム、トラッカーはオフラインとなった。4日後にウェブサイトを除くすべてのサービスが復旧し、ウェブサイト自体はその翌日に戻った。数日間にわたり、ウェブサイトは断続的なダウンタイムを経験し続けたが、2007年10月2日には安定化した。広く推測されていた説明によれば、カナダレコード産業協会の弁護士から法的措置を警告する書簡を受け取ったことが原因であるという。これを受けてDemonoidはカナダからのアクセスをブロックし始めた。これはisoHuntやTorrentSpyがRIAAの苦情を回避するためにアメリカからのトラフィックを遮断した際に取った戦略と類似している。カナダ拠点のIPからアクセスした訪問者は、法的脅威についての説明を含むダウンタイムバージョンのウェブサイトにリダイレクトされた。ただし、プロキシサーバを使用することでカナダ国内からも当時ウェブサイトにアクセスすることが可能であった。さらに、当時カナダ国内ではウェブサイトがブロックされていたとしても、トラッカーは引き続きカナダのIPアドレスを受け入れていた。
これらの脅威は、カナダにおける音楽ファイル共有の合法性に関する未解決の問題にもかかわらず行われたものである。CRIAは、Demonoidによる主張にもかかわらず、自らの関与を肯定も否定もしていない。
2007年11月9日、同サイトは再びオフラインとなったが、これはCRIAによるサービスプロバイダーへの法的脅迫が原因と報じられた。プレースホルダーページには「CRIAが当方にサーバーを貸していた会社を脅迫したため、サイトの運営継続が不可能になった。不便をおかけして申し訳ありません、ご理解に感謝します」と記載されていた。IRCチャンネルによると、トラッカー自体には影響がなかった。6日後、そのプレースホルダーページは、ファイル共有とは無関係の新しいフォーラムへのリンクを含む内容に更新された。2007年11月29日、Deimosはそのフォーラム上で以下のように、サイトが再開できない理由を投稿した：
金銭的な問題もあるが、最大の問題は、ウェブサイトをホスティングする適切な場所を見つけられないことである。今のところ成功していない。そして、個人的な問題で大半の時間が取られており、それも妨げとなっている。
その後、2008年4月11日にサイトは再びオンラインとなった。ホームページには、新しい管理者が就任し、旧管理者であるDeimosは個人的な理由で離脱したことが発表された。

## 技術的問題

### ウェブサイトのダウンタイム
Demonoidは2009年後半にハードウェア障害により長期のダウンタイムを経験した。2009年9月14日、Demonoidのトラッカーが停止し、停電に起因する複数のハードウェア問題が発生したと報告された。トラッカーは11月5日に復旧した。メインサイトは12月13日に復旧した。ホームページには「すべてを停止して修理し、さらなる損傷を防ぐ必要があるかもしれない」「電源回路を交換するまでに数日かかるかもしれない」とのメッセージが掲示された。このダウンタイム中には、修理状況の更新やサイトの再開を約束する複数の新しいメッセージが掲載された。2009年11月4日、BitTorrentクライアントと通信するトラッカーが一部のトレントに応答し始め、11月17日には完全に稼働を再開した。しかし、メインサイトが稼働を再開したのは2009年12月13日であった。
2010年4月26日、Demonoid.comは再びダウンまたは極端な遅延を経験した。サイトにはこれはDoS攻撃によるものであるとのメッセージが掲示され、2010年7月には攻撃が収束した。この期間、サイトは一時的に台湾および中国のIPレンジをブロックした。
2012年7月24日、Demonoid.meは再びDoS攻撃を受け、無期限にダウンした。翌週、ホスティングプロバイダであるColoCallはDemonoidとの契約を打ち切った。ColoCallの匿名情報源によると、ウクライナ警察がこのホスティング業者を捜索し、Demonoidのデータを押収したという。しかし、ウクライナ内務省によれば、契約の打ち切りは警察の介入なしに行われたという。この長期ダウンの理由についての説明はなく、サイトの再開についての情報も2014年3月まで存在しなかった。
2012年11月12日、demonoid.meは香港に拠点を置くIPアドレスを解決するようになり、そこではトラッカーが稼働していた。このトラッカーは新しいトレントの受け入れは行わなかったが、既存のものには対応していた。しかし、ウェブサイトとフォーラムは引き続きオフラインのままであった。トラッカーは2012年12月15日にオフラインとなり、最初はすべての接続を積極的に拒否し、その後demonoid.meのDNSサーバーがダウンしたことで到達不能となった。
2013年11月、demonoid.meおよびdemonoid.phはdemonoid.comにリダイレクトを開始し、同ドメインのウェブサイトには「再建します！またすぐに戻ってきますので、後日ご確認してください。訪問ありがとうございます！」というメッセージと共にビットコイン寄付リンクが表示され、サイトの復活を示唆するページが登場した。2014年1月9日、inferno.demonoid.comにてトラッカーが再びオンラインとなり、わずか数時間で38万8321のトレントファイルにまたがる130万人の通信を調整する、インターネット上で最も利用されるBitTorrentトラッカーの一つとなった。
2014年3月、20か月にわたる停止期間を経て、DemonoidのBitTorrentトラッカーがオンラインに復帰した。旧ユーザーは引き続きログイン情報を使用することができ、ほとんどの旧トレントも依然としてサイト上にリストされていた。2018年7月、Demonoidはすべての使用ドメインで動作を停止した。問題はサーバー側に関連している。インターネット上にはバックアップやミラーは存在しない。

### ドメイン名の変更
2010年12月2日、Demonoidはアメリカ政府による差し押さえを回避するため、ドメインを.comから.meへ変更した。2012年4月、ウェブサイトはドメインを.phのTLDに変更し、Demonoid.me上で新サイトのオープンベータを開始した。2012年6月15日、Demonoidは以前の.meドメインに戻ったが、1週間後には再び.phドメインに戻った。Demonoidのウェブサイトとトラッカーは2012年7月にオフラインとなり、ほぼ2年間続いた過去最長の停止期間となった。この時点でDemonoidはウクライナのISPによってホストされていた。その後の活動の兆候は2014年3月29日まで新たな展開には繋がらなかったが、同日サイトは再びオンラインとなった。復活したサイトは現在リモートサーバーを使用している。
2013年5月7日、Demonoidのデータベースに基づく非公式サイトd2がd2.vuで公開され、アメリカに拠点を置くサービスRamNodeがホスティングを提供した。2013年11月頃、Demonoidのロゴと「We will rebuild!」というメッセージを表示するウェブサイトが.comドメインで登場し、.meおよび.phドメインはこのサイトへリダイレクトされるようになったことから、すべて同一の所有者の管理下にあることが示唆された。2014年1月には.comドメインにてトラッカーがオンラインとなり、旧トレントに対するサービスを提供した。2014年3月29日、Demonoidはdemonoid.phドメインで再びオンラインとなった。2014年12月3日、ドメインはdemonoid.pwに変更された。
2019年2月17日、demonoid.pwの所有権が失われたため、アクセスを避けるよう公式声明が発表された。2019年8月、Demonoidはdnoid.toで再びオンラインとなり、登録は断続的に可能となっている。
2019年11月2日、詐欺との関係を断つため、ウェブサイトはdemonoid.isドメインに移行した。

## d2
Demonoidの直近のダウンタイム中である2013年5月7日、Demonoidのデータベースに基づく非公式のウェブサイトが開設された。このサイトはwww.d2.vuで公開され、ホスティングはアメリカ拠点のサービスであるRamNodeによって提供された。d2の管理者は「旧管理者はいかなる形でもこのリブランディングまたは立ち上げには関与していない。この試みは完全にコミュニティの利益のために独立して行われたものである」と述べている。
Demonoidのバックアップに基づいて、d2にはDemonoidのトレントおよびユーザーデータベースが含まれていた。以前にDemonoidに登録していたユーザーは、既存のアカウントを使用してログインすることができ、新規の招待コードも生成されていた。Demonoidとは異なり、d2にはユーザーフォーラムが存在せず、法的リスクを最小限に抑えるため、サイトにはトレントトラッカーがなかった。その代わり、すべてのトレントはパブリックトラッカーを使用していた。最終的にRamNodeはd2のホスティングを終了し、2013年8月にはd2.vuはスウェーデンのサーバーでホストされるようになった。Demonoidが再稼働した2014年3月30日にd2は閉鎖された。